# 金康鉉
金康鉉（韓語：김강현，1977年2月15日—），韓國男演員。

## 演出作品

### 電視劇
- 2013年：SBS《黃金帝國》飾演 羅春浩
- 2013年：E Channel《失業救助羅曼史》飾演 嚴孝尚
- 2013年：SBS《來自星星的你》飾演 尹帆
- 2014年：tvN《急診男女》飾演 男病患
- 2014年：SBS《你們被包圍了》飾演 獨孤守
- 2014年：tvN《九數少年》飾演 英薰
- 2014年：SBS《秘密之門》飾演 張洪基
- 2015年：tvN《第二個二十歲》飾演 楊東哲
- 2015年：LINE TV《Secret Message》飾演 成俊
- 2015年：E Channel《Riders：抓住明日》
- 2016年：SBS《Doctors》飾演 姜慶俊
- 2016年：tvN《灰姑娘與四騎士》飾演 姜書宇的經紀人
- 2016年：MBC《不夜城》 客串 財閥二代
- 2016年：NAVER《心裡的聲音》 飾演 NAVER 網路漫畫負責人
- 2016年：SBS《藍色海洋的傳說》
- 2017年：KBS《金科長》飾演 李在俊
- 2017年：SBS《操作》飾演 李容植
- 2017年：JTBC《只是相愛的關係》飾演 相萬
- 2018年：SBS《致親愛的法官大人》飾演 趙福洙
- 2020年：JTBC《重回18歲》飾演 高德振
- 2021年：JTBC《具景伊》飾演 金民奎
- 2022年：IHQ《Sponsor》
- 2023年：Netflix《恋爱大战》饰演 尹代表
- 2023年：KBS《Drama Special－極夜》飾演
- 2025年：MBC《勞務師盧武鎮》飾演 哲勇

### 電影
- 2009年：《手機》飾演 夜總會記者
- 2010年：《尋找完美先生》飾演 佈景組員
- 2010年：短片《廉租房》（싸고 좋은 집）
- 2011年：《消失的头颅》飾演 剪輯師
- 2013年：《戀愛的溫度》飾演 朴系長
- 2013年：《虎尾蘭之戀》飾演 就業介紹中介人
- 2013年：《觀相》飾演 嫌疑人3
- 2014年：《非常警探》飾演 永哲（特別出演）
- 2014年：《宅男慢半拍》飾演 尚滿
- 2014年：《举报者》飾演 李道亨
- 2014年：《我的獨裁者》飾演 兵長（特別出演）
- 2015年：《圆梦之梦》飾演 申友淵
- 2016年：《如何与我的猫分手》
- 2016年：《哥哥》飾演 大昌
- 2017年：《菜鳥警校生》飾演 金組長（特別出演）
- 2017年：《兄弟》飾演 韓志（友情出演）
- 2018年：《Guest House》飾演 康鉉
- 2018年：《我的冠軍老爸》飾演 多爾興
- 2018年：短片《存在証明》（존재증명）
- 2019年：《雞不可失》飾演 許PD（特別出演）
- 2019年：《錢力遊戲》飾演 金代理
- 2019年：《極限逃生》飾演 基柏
- 2019年：《再婚的技術》飾演 賢洙
- 2020年：《說唱藝人》飾演 杜氏
- 2021年：《大人们不懂》飾演 房地產業者（特別出演）
- 2021年：《非常八卦》飾演 李快
- 2023年：《风车》饰演 房地产中介（特别出演）
- 2023年：《安纳普尔纳》饰演 康铉

## 外部連結
- 金康鉉的Instagram帳戶
- 金康铉在Naver的资料 （页面存档备份，存于）